# Перхлорати

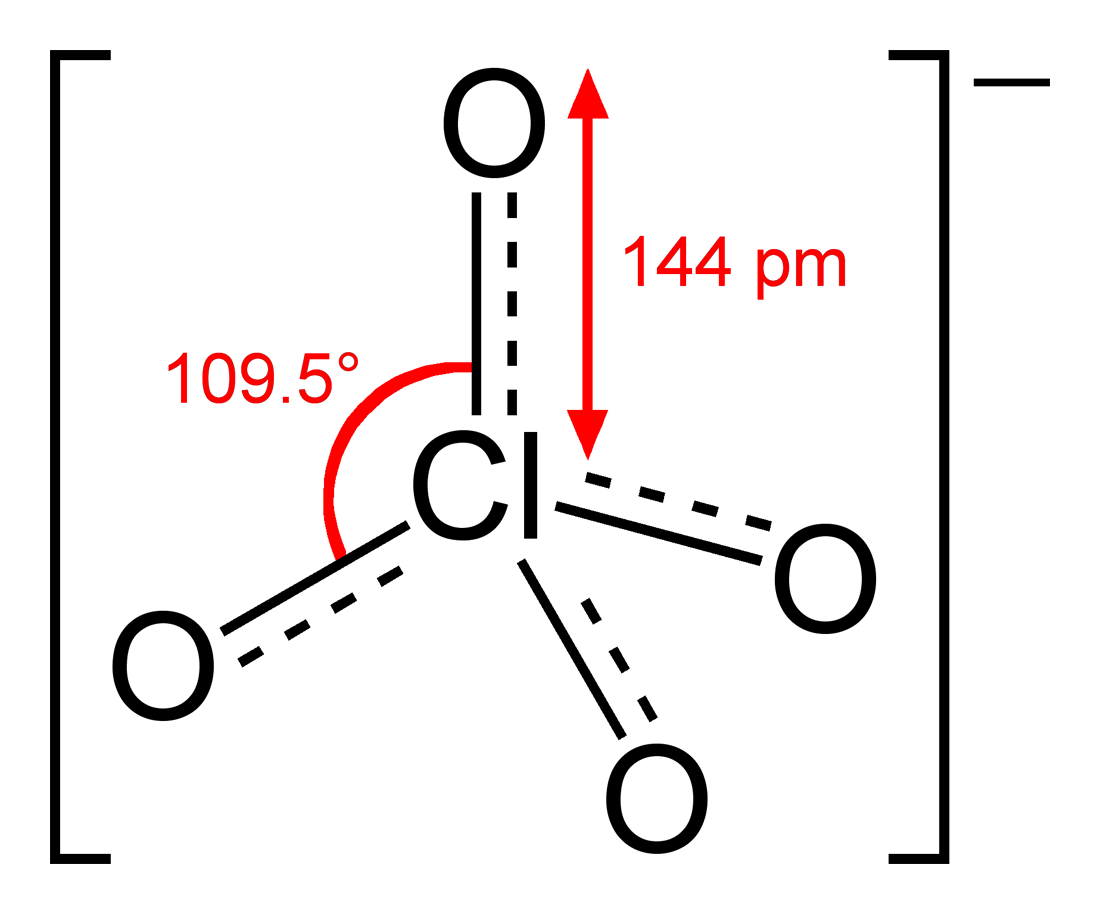
Перхлорат-аніон

Перхлорати — солі перхлоратної кислоти HClO4. Аніон перхлоратної кислоти: ClO−
4 — перхлорат-аніон має негативний заряд та тетраедричну симетрію. Хлор у ClO−
4 має ступінь окиснення +7.

## Історія
Вперше перхлорат калію був відкритий у 1816 році в Німеччині віденським ученим Стадіоном, який розплавив у реторті невелику кількість хлорату калію та обережно додав до неї трохи сірчаної кислоти. Він виявив, що після виділення діоксиду хлору залишок є сумішшю сульфату калію і важкорозчинної солі, яку він ідентифікував як перхлорат калію. Займаючись вивченням нової солі, Стадіон приготував хлорну кислоту електролізом.
У 1830 році Серулля повідомив про розробку нового методу одержання хлорної кислоти, розкладанням хлорнуватої кислоти. У 1831 році Серулля описав ще один метод перетворення хлорату калію на перхлорат. Одночасно з вивченням хлорної кислоти Серулля приготував перхлорат амонію та перхлорати ряду металів. Заслугою Серулля вважатимуться також популяризацію терміна «перхлорат», замість вживаного Стадіоном та інші дослідниками з 1816 по 1831 рік терміну «оксихлорат».
В 1886 Бекуртс вперше повідомив про присутність перхлоратів в природних покладах нітратів в Чилі. У зв'язку з цим пошкодження посівів зернових у Бельгії, де застосовували як добрива чилійську селітру, було пояснено дією перхлоратів. Перхлорат калію вперше отримали у промисловому масштабі 1905 року в Мансбо.
Гофман зі співробітниками в 1906 почали вивчення сполук, що утворюються при додаванні водного розчину хлорної кислоти до різних органічних сполук. Майже всі ці сполуки термічно нестійкі та детонують при нагріванні.

## Властивості
Всі перхлорати добре розчиняються у воді. Перхлорат калію KClO4 мало розчинний (1,3 г на 100 г H2O при 25 °С). При нагріванні перхлорати стійкі до 300–600 °С, вище цієї температури розкладаються з виділенням кисню (наприклад, KClO4 = KCl + 2O2).

## Отримання
Отримують перхлорати нагріванням хлоратів, електролізом хлоридів і іншими способами.
При електролізі хлоридів виділяється хлор, який адсорбується лужним розчином. При цьому утворюються гіпохлорити, які диспропорціонують в хлориди та хлорати. Через їх подальший електроліз утворюються перхлорати.
{\displaystyle \mathrm {2Cl^{-}\rightarrow Cl_{2}+2e^{-}} }
{\displaystyle \mathrm {3Cl_{2}+6OH^{-}\rightarrow 5Cl^{-}+ClO_{3}^{-}+3H_{2}O} }
{\displaystyle \mathrm {ClO_{3}^{-}+3H_{2}O\rightarrow ClO_{4}^{-}+2H_{3}O^{+}+2e^{-}} }

## Застосування
Застосовують для виробництва безпечних вибухових речовин (так KClO4 — сильніший окислювач, ніж бертолетова сіль KClO3; в той же час KClO4 стійкий при зберіганні — не вибухає від тертя і удару).

## Біологічна активність перхлоратів

### Дія на рослини
Перхлорат токсичний для рослин. Вони викликають пригнічення зростання, викривлення пагонів.

### Дія на тварин
У гризунів (щурів, мишей, морських свинок) перхлорат натрію викликає збільшення рефлекторної збудливості, судоми та правець, часто з опистотонусом. Ці симптоми спостерігалися протягом 10 хвилин після підшкірного введення щурам 0,1 г перхлорату натрію, а після введення 0,22 г щура гинули через 10 годин. Введення голубам (частково внутрішньом'язово, частково в зоб) перхлоратів у дозах аж до 0,22 г викликало лише м'які симптоми отруєння, але через 18 годин голуби загинули.
Усі перхлорати, які здатні давати перхлорат-іон в організмі, пригнічують діяльність щитовидної залози. Це дозволяє використовувати перхлорат калію як лікарський засіб при гіпертиреозі.